# Giulio Masnada
Giulio Bonaventura Masnada (Alzano Lombardo, 6 novembre 1852 – Bergamo, 28 novembre 1926) è stato un ebanista e intarsiatore italiano.
Nato in una famiglia di falegnamiGiulio Masnada divenne un abile intagliatore di legni con cui realizzava quadri ad intarsio.
Caratteristica delle sue tarsie era l'uso contemporaneo di svariate tipologie di legno accostando le quali otteneva vivaci effetti di colore e di composizione.

L'effetto pittorico era reso ancora più efficace dal fatto che i suoi quadri lignei, composti da un elevato numero di piccoli pezzi, erano arricchiti con tecniche pirografiche, con l'aggiunta di colori e talvolta con l'inserimento di elementi in avorio, madreperla, rame.

Spesso, accanto alla sua firma, era solito indicare il numero di pezzi (talvolta centinaia) con cui aveva realizzato la tarsia.
Dopo il 1903 prese a firmare i suoi lavori con la sigla  F.T. dal nomignolo di Fratopolino che dai suoi concittadini gli era stato dato per la sua minuscola corporatura.
Masnada aveva una propria bottega d'arte in Bergamo Alta, a motivo della sua abilità, fu sempre molto richiesto dalla clientela bergamasca anche se non coltivò mai particolari ambizioni di successo economico distinguendosi anzi per un originale stile di vita scapigliato.

## Opere principali
Tra i suoi lavori pubblici più importanti sono i dossali con vari episodi della "Vita di Cristo", composti nel 1880 per la Terza Sacrestia della Basilica di San Martino ad Alzano Lombardo.
Altri suoi lavori pubblici sono a Branzi, nella chiesa di San Bartolomeo e in quella di San Lorenzo a Fondra.